# People's Honour Award

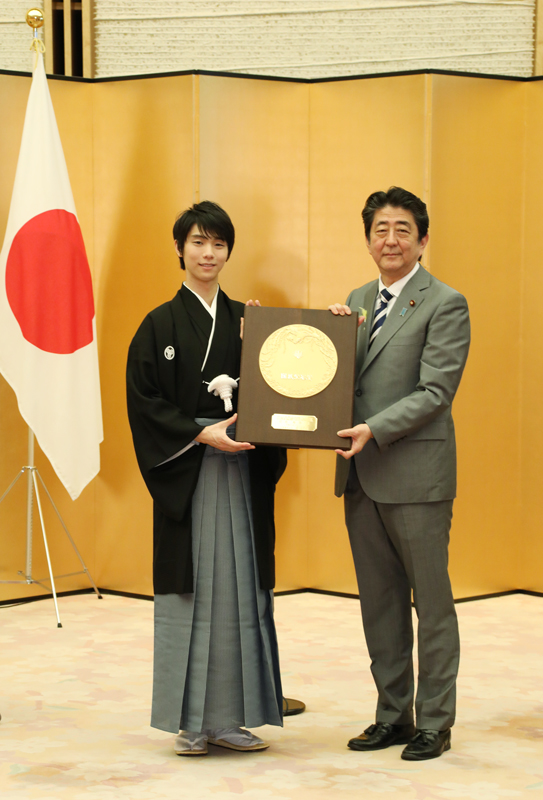
Hanyū riceve il People's Honour Award dall’allora Primo ministro giapponese Shinzo Abe (a destra).

Il People's Honour Award (国民栄誉賞?, Kokumin Eiyoshō) è uno dei riconoscimenti assegnati dal Primo Ministro del Giappone a persone appartenenti a numerosi campi per i loro risultati sportivi e culturali e per la loro capacità di portare la luce della speranza nella società. Il premio, non limitato a persone di nazionalità giapponese, è stato creato nel 1977 dall’allora Primo ministro giapponese Takeo Fukuda. Coloro che vengono premiati ricevono un certificato, una targa, e alcuni premi supplementari. Il pattinatore Yuzuru Hanyū è stata l'unica persona che ha rifiutato i premi supplementari perché finanziati dalle tasse, dichiarando di non voler gravare sulla collettività.

## Destinatari
|       | Data (Primo Ministro)                | Vincitore (Age)                            | Attività                                    | Motivo | Altri premi | Note               |
| ----- | ------------------------------------ | ------------------------------------------ | ------------------------------------------- | --- | --- | ------------------ |
| 1     | 5 Settembre 1977 (Takeo Fukuda)      | Sadaharu Oh (37)                           | Giocatore di baseball                       | Record del mondo di fuoricampo (868 fuoricampo). | Persona dai meriti culturali                                                                                       | [ 6 ]              |
| 2     | 4 Agosto 1978 (Takeo Fukuda)         | Masao Koga                                 | Compositore                                 | Attività come compositore. | - 従四位 - Ordine del Sacro Tesoro III classe - Medaglia d'onore con nastro viola - 銀杯一個(菊紋)                 | [ 6 ]              |
| 3     | 19 Aprile 1984 (Yasuhiro Nakasone)   | Kazuo Hasegawa                             | Attore                                      | Attività come attore | - Ordine del Sacro Tesoro III classe - Medaglia d'onore con nastro viola - 銀杯一個(菊紋)                          | [ 6 ]              |
| 4     | 19 Aprile 1984 (Yasuhiro Nakasone)   | Naomi Uemura                               | Scalatore                                   | Ascesa delle montagne più alte nei cinque continenti. | | [ 6 ]              |
| 5     | 9 Ottobre 1984 (Yasuhiro Nakasone)   | Yasuhiro Yamashita (27)                    | Judoka                                      | Attività come judoka. | - Medaglia d'onore con nastro viola - 銀杯一組(菊紋                                                                | [ 7 ] [ 8 ]        |
| 6     | 22 Giugno 1987 (Yasuhiro Nakasone)   | Sachio Kinugasa (40)                       | Giocatore di baseball                       | Record del mondo per il numero consecutivo di partite disputate. | | [ 6 ]              |
| 7     | 6 July 1989 (Sōsuke Uno)             | Kazue Kato (Hibari Misora)                 | Cantante                                    | Capacità di donare speranza e far sognare le persone attraverso le sue canzoni | Medaglia d'onore con nastro blu                                                                                    | [ 6 ]              |
| 8     | 29 Settembre 1989 (Toshiki Kaifu)    | Mitsugu Akimoto (Chiyonofuji Mitsugu)      | Lottatore di sumo                           | Record di vittorie per un lottatore di sumo | - 従四位 - Ordine del Sol Levante                                                                                  | [ 9 ]              |
| 9     | 28 May 1992 (Kiichi Miyazawa)        | Takeo Masunaga (Ichiro Fujiyama)           | Cantante                                    | Capacità di donare alle persone speranza e di incoraggiarle attraverso le sue canzoni | - 従四位 - Ordine del Sacro Tesoro III classe* - Medaglia d'onore con nastro viola - 銀杯一個(菊紋)                | [ 6 ]              |
| 10    | 28 July 1992 (Kiichi Miyazawa)       | Machiko Hasegawa                           | Mangaka                                     | Capacità di arricchire e dare conforto alla società del dopoguerra attraverso gli anime. | - Ordine della Corona Preziosa IV classe - Medaglia d'onore con nastro viola                                       | [ 6 ]              |
| 11    | 26 Febbraio 1993 (Kiichi Miyazawa)   | Ryōichi Hattori                            | Compositore                                 | Autore di numerose canzoni capaci di arricchire le persone e di donar loro speranza. | - 従四位 - Ordine del Sacro Tesoro III classe - Medaglia d'onore con nastro viola - 銀杯一個(菊紋)                 | [ 6 ]              |
| 12    | 3 Settembre 1996 (Ryutaro Hashimoto) | Kiyoshi Atsumi                             | Attore                                      | Attraverso la serie di film "Otoko wa tsurai yo" ha portato gioia e arricchimento alle persone grazie a interpretazioni umane e compassionevoli.                                                               | - Medaglia d'onore con nastro viola - 銀杯一個(菊紋)                                                               | [ 6 ]              |
| 13    | 7 July 1998 (Ryutaro Hashimoto)      | Tadashi Yoshida                            | Compositore                                 | Le sue composizioni hanno arricchito e donato sogni e speranze ai giapponesi | - 従四位\|勲三等 旭日中綬章 - Medaglia d'onore con nastro viola                                                    | [ 6 ]              |
| 14    | 1 Ottobre 1998 (Keizo Obuchi)        | Akira Kurosawa                             | Regista                                     | Con i suoi numerosi capolavori duraturi, ha lasciato un segno brillante nella storia del cinema mondiale e ha commosso profondamente il popolo giapponese.                                                     | - 従三位 - Ordine della Cultura - 銀杯一組(菊紋)                                                                   | [ 6 ]              |
| 15    | 30 October 2000 (Yoshiro Mori)       | Naoko Takahashi (28)                       | Atleta                                      | Vincitrice della maratona ai Giochi olimpici del 2000 | 銀杯一組(菊紋) | [ 7 ] [ 8 ]        |
| 16    | 23 Gennaio 2009 (Taro Aso)           | Minoru Endo                                | Compositore                                 | Autore di numerosi brani dal forte impatto emotivo cantati a lungo da persone di tutte le età. | - 正四位 - Ordine del Sol Levante - Persona dai meriti culturali* Medaglia d'onore con nastro viola                | [ 10 ]             |
| 17    | 1 luglio 2009 (Taro Aso)             | Mitsuko Mori (89)                          | Attrice                                     | Nel corso degli anni, è stato in prima linea nel campo dell'intrattenimento, recitando più di 2.000 volte nel ruolo principale in "Nomadic".                                                                   | - 従三位 - Ordine della Cultura - 勲三等瑞宝章 - Persona dai meriti culturali* - Medaglia d'onore con nastro viola | [ 11 ]             |
| 18    | 22 Dicembre 2009 (Yukio Hatoyama)    | Hisaya Morishige                           | Attore                                      | | | [ 6 ]              |
| 19    | 18 Agosto 2011 (Naoto Kan)           | Nazionale di calcio femminile del Giappone | Squadra nazionale                           | Squadra vincitrice del Campionato mondiale femminile di calcio 2011. | | [ 12 ]             |
| 20    | 7 Novembre 2012 (Yoshihiko Noda)     | Saori Yoshida (30)                         | Wrestler                                    | | | [ 7 ] [ 8 ]        |
| 21    | 25 Febbraio 2013 (Shinzō Abe)        | Taihō Kōki                                 | Lottatore di sumo                           | | - Medaglia d'onore con nastro viola - Ordine della Cultura                                                         | [ 13 ]             |
| 22 23 | 5 May 2013 (Shinzō Abe)              | Shigeo Nagashima (77) Hideki Matsui (38)   | Giocatore di baseball Giocatore di baseball | | | [ 14 ]             |
| 24    | 20 Ottobre 2016 (Shinzō Abe)         | Kaori Icho (32)                            | Wrestler                                    | Prima donna capace di vincere quattro medaglie d’oro consecutive. | Medaglia d'onore con nastro viola                                                                                  | [ 7 ] [ 8 ]        |
| 25 26 | 13 Febbraio 2018 (Shinzō Abe)        | Yoshiharu Habu (47) Yuta Iyama (28)        | Giocatore di Shōgi Giocatore di Go          | Habu: Primo giocatore di shogi a detenere contemporaneamente i sette titoli principali. Iyama: Primo giocatore di Go a detenere contemporaneamente tutti e sette i titoli principali in due occasioni diverse. | Habu: - Medaglia d'onore con nastro viola - Premio del Primo Ministro Iyama: Premio del Primo Ministro             | [ 1 ] [ 15 ]       |
| 27    | 2 luglio 2018 (Shinzō Abe)           | Yuzuru Hanyū (23)                          | Pattinatore                                 | Primo pattinatore capace di difentere il titolo olimpico nella competizione maschile in 66 anni, capace di donare coraggio e speranza allasocietà.                                                             | - Medaglia d'onore con nastro viola - Azusa Ono Memorial Award - Kikuchi Kan Prize                                 | [ 8 ] [ 16 ] [ 5 ] |
| 28    | 3 Marzo 2023 (Fumio Kishida)         | Shingo Kunieda (39)                        | Giocatore di Tennis in carrozzina           | Con quattro medaglie d’oro ai Giochi paralimpici, 28 titoli nei tornei del Grande Slam e 50 titoli complessivi, Kunieda è il primo atleta con disabilità fisiche a ricevere il premio.                         | award and shield                                                                                                   | [ 17 ]             |

## Personalità note per aver declinato l’onore
- Yutaka Fukumoto (1983) [18]
- Yūji Koseki (1989, dalla famiglia) [18]
- Ichiro Suzuki (2001, 2004, 2019) [18]
- Shōhei Ōtani (2021) [18]